# Hockey (gruppo musicale)
(Benjamin Grubin)
Gli Hockey sono un gruppo Indie-rock di Portland. La band è composta dal cantante Benjamin Grubin, il chitarrista Brian Stuart White, il bassista Jeremy Reynolds e il batterista Anthony Stassi. Si sono fatti conoscere dal loro EP Mind Chaos, da cui è stato estratto il singolo Song Away. Nell'ottobre 2010 la band ha annunciato che Brian Stuart White e Anthony Stassi "hanno lasciato il gruppo per perseguire altri interessi/orizzonti", come pubblicato sulla loro pagina di Facebook.

## Storia del gruppo
Inizialmente solo Benjamin Grubin e Jeremy Reynolds erano componenti del gruppo, formatosi nel 2007 in California. Dopo la registrazione di una demo sono stati presi sotto contratto dalla Sony per registrare un album con l'ex-Talking Heads, il produttore Jerry Harrison. Quando la Sony è caduta, prima che il disco fosse stato registrato, la band si trasferì a Portland. Lì con Brian Stuart White e Anthony Sassi hanno formato definitivamente il gruppo, incidendo il loro primo disco. Si sono fatti conoscere da un pubblico più ampio per il loro EP Mind Chaos, uscito in maniera indipendente. Nell'agosto 2001 la Capitol li ha notati e ha proposto loro un contratto. Il riscontro è stato positivo, e la canzone Song away è stata definita dal Guardian "Una dichiarazione di intenti olistica avvolta in una strizzatina d'occhio. Questi trasandati biker vegani piaceranno ai fan di Dylan come a quelli di Springsteen, a quelli degli Hold Steady così come a quelli degli LCD Soundsystem". Gli Hockey si sono fatti conoscere attraverso una lunga serie di esibizioni in vari festival e tour. Hanno suonato al John Peel Stage di Glastonbury, nel 2009. Sono apparsi anche al Peace & Love festival a Borlänge, in Svezia. Hanno fatto anche apparizioni al Bonnaroo Festival 2009 e sul palco principale del Festival Hove nel giugno del 2009 in Norvegia. Nell'agosto 2010 si sono esibiti al Festival di Lollapalooza.

## Discografia

### Album
- Mind Chaos
- Wyeth Is